# Thomas Eder (Fußballspieler, 1980)
Thomas Günther Eder (* 25. Dezember 1980 in Salzburg) war ein österreichischer Fußballspieler, der sowohl im defensiven Mittelfeld als auch in der Innenverteidigung eingesetzt werden konnte. Er beendete seine Karriere am 1. Jänner 2018.

## Karriere
Eder begann seine Karriere beim Salzburger AK 1914 und wechselte von der Jugendmannschaft der Nonntaler in jene Austria Salzburgs. Dort zeigte seine Entwicklung stetig nach oben und so spielte sich der Linksfuß über die Jugend- und Amateurmannschaft schließlich in den Profikader des dreifachen österreichischen Meisters.
Der defensive Mittelfeldspieler ist bekannt für seine knallharten Distanzschüsse und galt als großes Talent im österreichischen Fußball. Im Jahr 2003 überzeugte der junge Salzburger auch den damaligen Teamchef Hans Krankl von seinem Können und feierte am 7. Juni 2003 bei der 0:1-Niederlage in der EM-Qualifikation gegen Moldawien in Tiraspol sein Debüt in der Nationalmannschaft.
In den Folgejahren stand Eder jedoch immer weniger in der Startaufstellung der Kampfmannschaft und wurde 2005 schließlich für ein Jahr an die SV Ried verliehen um Spielpraxis zu sammeln. Im Juni 2006 verlängerte Thomas Eder seinen Vertrag bei der SV Ried um ein Jahr mit Option auf ein weiteres Jahr. In der Saison 2006/07 brachte es Eder auf 27 Einsätze und erzielte dabei ein Tor, konnte sich jedoch in der Mannschaft nicht wirklich durchsetzen und wechselt zur kommenden Saison (2007/08) zum FC Wacker Innsbruck, wo er einen Vertrag für zwei Jahre unterschrieb.
Doch auch in Innsbruck schaffte der Mittelfeldspieler nicht den Sprung in die Stammelf, in 18 Spielen für die Tiroler erzielte er zwei Tore. Sein Vertrag wurde am 17. Jänner 2008 im beiderseitigen Einvernehmen aufgelöst. Eder kehrte daraufhin in seine Heimat Salzburg und in die Regionalklasse zurück. Er wechselte zum SV Grödig in die Regionalliga West und kämpfte dort um den Aufstieg des Vereins in die Erste Liga, welchen die Mannschaft 2008 auch schaffte. Im Jänner 2009 wurde sein Vertrag bei Grödig aufgelöst.

## Erfolge
- 1 × Österreichischer Vizemeister: 2007
- Ein Länderspiel für die Österreichische Fußballnationalmannschaft 2003